# خليل إسماعيل (مغني)
خليل إسماعيل مطرب سوداني يعد واحد من الفنانين البارزين من جيل عصر ازدهار الأغنية السودانية الحديثة ويلقب بفنان الفنانين نظراً لشبكة علاقاته الواسعة مع زملائه الفنانين السودانيين واشتهار أغانيه وسطهم الذين يرددونها كثيراً في مناسباتهم الخاصة والعامة.

## الميلاد والنشأة
ولد خليل إسماعيل في حي القبة بمدينة الأبيض، ولاية شمال كردفان في السودان، من أسرة كبيرة ينتمي إليها عدد العديد من المشاهير السودانيين من بينهم الرئيس الأسبق إسماعيل الأزهري والشاعر محمد المكي إبراهيم. 

## مسيرته الفنية
بدأ خليل مسيرته الفنية بترديد أغاني «الحقبية»، قبل أن ينتقل من مدينة الأبيض إلى أم درمان في أواخر ستينات القرن الماضي ليسجل في الإذاعة السودانية أعماله الخاصة به لحنا وأداء، وكانت أغنية «الأماني العذبة»، التي لاقا رواجا كبيرا هي باكورة انتاجه الغنائي.
ينتمي الفنان إسماعيل الي جيل الستينات من القرن الماضي الذي شهد بداية ازدهار الأغنية السودانية الحديثة، ويصنف صوته ضمن اصوات «تينور»، مع قدرات صوتية تكاد تدخله إلى «السوبرانو».
تعامل خليل مع عدد كبير من الشعراء، من بينهم محمد علي أبو قطاطي وتجاوز عدد أغنياته الـ55 أغنية، أبرزها «الأماني العذبة»، و«جبل مرة»، و«قبل ميعادنا بساعتين». كما كان عنصراً أساسياً في أوبريت ملحمة الثورة الشهيرة إلى جانب الفنان محمد الأمين والفنانة ام بلينا السنوسي وغيرهم من المجموعة التي شاركت في الأوبريت.

## أغنياته
سجل خليل أكثر من 55 أغنية منها:
- الأماني العذبة
- يسحروك
- جبل مرة
- الميعاد
- لحن السرور
- بديع حسنك
- يوم العيد حلاتو
- ساعة غرامك
- حب ما اعتيادي
- ملحمة الثورة
- الكمبلا
- أسير الشوق
- الحبيب
- أنا بيك سعادتي

## وفاته
توفي خليل بمدينة أم درمان بالسودان عام 2007 عن عمر ناهز 65 عاما، بسبب الفشل الكلوي، ودفن في مقابر شرفي بأم درمان.

## نماذج من موسيقاه
أضغط للاستماع إلى أغنية الأماني العذبة

أضغط للاستماع إلى أغنية يسحروك